# Stéphane Babaca
Stéphane Babaca, auch Babeka, Babaqa (* 22. Januar 1919 in Karemless, Irak; † 6. April 2007) war chaldäisch-katholischer Erzbischof der Erzeparchie Erbil in der autonomen Region Kurdistan im Irak.

## Leben
Stéphane Babaca empfing am 15. Mai 1941 die Priesterweihe. 1969 wurde er von Paul VI. zum Erzbischof der neu gegründeten Erzeparchie Erbil bestellt. Die Bischofsweihe am 6. Dezember 1969 spendete ihm Paul II. Cheikh, Patriarch von Babylon der Chaldäer. Mitkonsekratoren waren Emmanuel Delly, damaliger Weihbischof, und Gabriel Koda, Erzbischof von Kirkuk.
1994 wurde seinem altersbedingten Rücktrittsgesuch durch Papst Johannes Paul II. stattgegeben.